# Drepanoglossa lucens
Drepanoglossa lucens là một loài ruồi trong họ Tachinidae.